# Yann Moix
Pour les articles homonymes, voir Moix.
 (octobre 2023).
Yann Moix (/jan mwaks/, né le 31 mars 1968 à Nevers (Nièvre), est un écrivain, animateur de radio et réalisateur français, également chroniqueur à la télévision et pour la presse écrite. Il obtient le prix Goncourt du premier roman pour Jubilations vers le ciel en 1996, puis le prix Renaudot pour Naissance en 2013. Son premier long-métrage, Podium, adapté de son propre roman, sort en 2004. De 2015 à 2018, il est chroniqueur successivement en duo avec Léa Salamé, Vanessa Burggraf puis Christine Angot dans l'émission animée par Laurent Ruquier On n'est pas couché et diffusée le samedi soir en deuxième partie de soirée sur France 2. Durant la saison 2022-2023, il anime brièvement la Libre Antenne du Week-End sur Europe 1, sans grand succès.
Ses déclarations publiques et positions polémiques font l'objet de diverses controverses.

## Biographie

### Famille
Frère de l'écrivain, producteur et réalisateur français Alexandre Moix, cousin des écrivains catalans Terenci Moix et Ana María Moix dont la famille est liée au syndicaliste Josep Moix et au juge anti-corruption Manuel Moix, Yann Moix est le fils d'un masseur-kinésithérapeute et d'une secrétaire.

### Formation
Yann Moix fait ses études primaires puis secondaires à Orléans, où il obtient un baccalauréat scientifique. Il entame des études en classe préparatoire scientifique (Maths Sup/Spé) au lycée Pothier et déclare avoir échoué aux concours Polytechnique-ENS, CentraleSupélec et Mines-Ponts. Il s'inscrit alors en classe préparatoire commerciale au lycée Descartes. Il déclare avoir également raté son entrée à trois grandes écoles : HEC, l'ESSEC et l'ESCP,.
Yann Moix poursuit toutefois ses études à l'École supérieure de commerce de Reims puis obtient son diplôme de fin d'études en 1992. Il entreprend en parallèle des études de philosophie à l'université de Reims. Il est également diplômé de l'Institut d'études politiques de Paris en 1995 (section Communication et ressources humaines),. Sous la direction de Jean-Noël Jeanneney, son mémoire est consacré à la ville de Vienne (Autriche).

### Vocation littéraire
En classe de quatrième, Yann Moix s'abonne au Bulletin des amis d'André Gide. En 1989 et 1990, il publie plusieurs textes antisémites et négationistes et collabore à trois numéros du magazine Ushoahia,.
Yann Moix est « découvert » comme auteur en 1993, par Bernard-Henri Lévy ; Yann Moix sollicite le littérateur, lequel ne l'accepte qu'après un test. Cet essai consiste à rédiger en une demi-journée, trois textes ; l'un sur le fascisme en Italie — ou sur Silvio Berlusconi —, le deuxième sur Federico Fellini, lequel vient de mourir et le troisième devant traiter de Germinal de Claude Berri, film auquel Bernard Henri-Lévy a refusé d'accorder une aide financière à l'époque où il est président de la commission d'avance sur recettes,. Les années suivantes, Moix se rapproche également de Philippe Sollers et de Pierre Assouline.
Sorti en 1996, son premier roman intitulé Jubilations vers le ciel reçoit le prix Goncourt du premier roman, le prix François-Mauriac de l'Académie française et le prix Air-Inter Europe du premier roman. Cet ouvrage représente le premier volet de la Trilogie de l'amour fou, dont font aussi partie Les cimetières sont des champs de fleurs (1997) qui reçoit la bourse de la Fondation Hachette et Anissa Corto paru en (2000).

### Presse écrite
De 1998 à 2002, Yann Moix intervient chaque semaine dans les pages Culture du magazine Marianne. Entre 2000 et 2003, il publie une chronique littéraire dans le magazine Elle.
En 2004, il collabore à l'éphémère journal de l'écrivain Marc-Édouard Nabe, La Vérité,. Yann Moix, qui prend ses distances avec Nabe à partir de 2007, déclare en 2015 que ce dernier s'est transformé de plus en plus en « un combattant contre Israël »,.
Entre 2008 et 2013, chaque jeudi, Yann Moix tient le feuilleton (chronique) du Figaro littéraire. De janvier 2011 à juillet 2012, il réalise chaque semaine une bande dessinée satirique dans Le Point. À partir de 2013, il publie régulièrement plusieurs grands reportages dans Paris Match.

### Télévision et radio
De 2010 à 2014, Yann Moix fait partie des chroniqueurs de l'émission On va s'gêner animée par Laurent Ruquier sur Europe 1,. Il y est critiqué pour avoir déclaré le 28 octobre 2011 sur un "ton franchement désagréable" que Léon Degrelle serait "le modèle de Tintin", le personnage d’Hergé, information catégoriquement démentie par les historiens.
De janvier 2014 à mars 2014, il participe à L'Émission pour tous sur France 2. Il participe aussi entre 2014 et 2015 à l'émission de radio Les Grosses Têtes, rejoignant ainsi Laurent Ruquier, à RTL.
De juin 2014 jusqu'en mai 2015, il participe au Duel d'Olivier Galzi, confronté à François Reynaert, journaliste à L'Obs sur I-Télé, chaque mardi, en direct, à 23 h 30.
À la rentrée 2015, il succède à Aymeric Caron comme chroniqueur dans l'émission On n'est pas couché, aux côtés de Léa Salamé sur France 2, puis de Christine Angot qui la remplace. Il annonce en février 2018 que la saison en cours (sa troisième) représente sa dernière participation à l'émission. Ses propos à l’antenne sur les policiers sont dénoncés par plusieurs syndicats.
Depuis octobre 2018, il anime Chez Moix sur Paris Première, émission où des invités « de tous bords » discutent de la société contemporaine. La programmation de la deuxième saison est annulée après la controverse sur ses publications antisémites en septembre 2019.
Début novembre 2019, Yann Moix rejoint l'équipe de la nouvelle émission d'Éric Naulleau sur C8, De quoi j'me mêle, programmée le samedi à 23 h, en même temps que On n'est pas couché,,.
Entre septembre 2022 et juillet 2023, il est animateur de l'émission la Libre Antenne sur Europe 1 sur la tranche 23h-1h les vendredi, samedi et dimanche. Son émission est critiquée et s'éloigne du concept de la libre-antenne. Il est également chroniqueur pour la matinale d'Europe 1 et participe à l'émission L'Heure des pros sur CNews, le lundi matin.
Le 7 décembre 2023, un numéro spécial du magazine télévisé Complément d'enquête, sous-titré La Chute de l'ogre, met en lumière les différentes accusations dont l'acteur Gérard Depardieu est à l'origine ainsi qu'un comportement malsain lors de son voyage en Corée du Nord pour les 70 ans du régime nord-coréen extraites d'un documentaire inachevé de Yann Moix,. Yann Moix prépare depuis septembre 2018 un film consacré à Depardieu intitulé 70 (« soixante-dix »), sur les tribulations de celui-ci à Pyongyang,. Ce documentaire présenté comme « expérimental » n'est pas diffusé. Yann Moix prend certaines distances avec ces extraits vidéo en décembre 2023, indiquant qu'il n'aurait pas autorisé leur diffusion. En février 2025, le journal Libération dévoile de nouveaux extraits de propos tenus par Gérard Depardieu et Yann Moix lors du voyage en Corée du Nord, dont certains très problématiques, alternant misogynie, discours de violences conjugale, homophobie,,. Il déclare à ce propos sur Europe 1 « Oui, on cherche à abattre Depardieu, qui est un immense comédien, comme moi, je suis un immense écrivain »

#### Synthèse des émissions
- 2010-2014 : On va s'gêner sur Europe 1
- 2013-2015 : Langue de bois s'abstenir sur D8
- 2014 : L'Émission pour tous sur France 2
- 2014-2015 : Les Grosses Têtes sur RTL et Paris Première
- 2014-2015 : Duel sur I-Télé
- 2015-2018 : On n'est pas couché sur France 2
- 2018-2019 : Chez Moix sur Paris Première
- 2019-2020 : De quoi j'me mêle sur C8
- 2020 - 2022 : Balance ton post ! sur C8
- 2022-2023 : L'Heure des pros sur CNews
- 2023 : Touche pas à mon poste ! sur C8
- 2024-2025 : Pascale, Éric, Yann et les autres sur C8

### Création d'une revue littéraire
Yann Moix fonde sa propre revue littéraire, Année Zéro, dont le premier numéro (sorti en janvier 2022) est consacré à André Gide.

### Divers
Entre 2011 et 2015, Yann Moix anime le premier dimanche de chaque mois un séminaire au cinéma Saint-Germain, à Saint-Germain-des-Prés, pour la revue La Règle du jeu (fondée par Bernard-Henri Lévy) à laquelle il collabore depuis 1994. En 2011-2012, le séminaire est consacré à Kafka ; en 2012-2013, à Francis Ponge ; en 2013-2014, à Georges Bataille ; en 2014-2015, à Charles Péguy et en 2015-2016, à Aragon.
Depuis novembre 2011, Yann Moix est membre du comité d'honneur de l'Institut d'études lévinassiennes (fondé par Benny Lévy, Alain Finkielkraut et Bernard-Henri Lévy).
Il a été membre du Collège de 'Pataphysique, inspiré de l'œuvre d'Alfred Jarry et décoré le 1er phalle 139 de l'ordre de la Grande Gidouille[réf. nécessaire].
En 2002 et en 2005, Yann Moix signe plusieurs chansons, notamment pour Arielle Dombasle et Diane Tell.

## Littérature

### Écrits
Jubilations vers le ciel raconte comment un écolier de douze ans, Nestor, foudroyé à l'école communale par la beauté d'une certaine Hélène, poursuit celle-ci de son amour éperdu jusqu'à l'âge de quatre-vingts ans. Pour tenter de la séduire, il fera en sorte que, chaque jour de sa vie, Hélène soit étonnée par lui.
Les cimetières sont des champs de fleurs, sélectionné pour le prix Renaudot, est un roman noir. À la suite de la mort accidentelle de ses enfants sur l'autoroute, un homme de quarante ans, Gilbert Dandieu, resté ce jour-là à la maison, fait vivre un calvaire à sa femme, survivante du drame, à qui il fait endosser la responsabilité de leur mort.
Anissa Corto, sélectionné pour le prix Goncourt, se veut un hommage proustien à la femme inaccessible. Le narrateur, dont le métier est d'endosser le costume de Donald Duck au Parc Disneyland, se fait croire pendant trois cents pages qu'il est en couple avec une Algérienne de son quartier de la Porte de Clignancourt, à Paris, quand cette dernière ignore jusqu'à son existence.
Yann Moix passe ensuite à une Trilogie du monde moderne. Le premier roman de cette trilogie, Podium, sélectionné pour le prix Goncourt, narre les mésaventures d'un sosie de Claude François, Bernard Frédéric, pour qui la star est un nouveau Christ. Ce livre est censé dénoncer la célébrité facile et la perte d'identité.
Le roman Partouz établit un lien entre les terroristes islamistes d'Al-Qaïda lors des attentats du 11 septembre 2001 et la peur du plaisir sexuel chez ces mêmes terroristes. Yann Moix publie en 2004, un recueil de poèmes, Transfusion, dont les thèmes récurrents sont le terrorisme, les femmes, le sexe et la mort.
Panthéon, se veut à la fois un hymne à François Mitterrand et un ouvrage autobiographique, dans lequel Yann Moix raconte son enfance maltraitée.
Son ouvrage Mort et vie d'Edith Stein aborde notamment la question des rapports entre judaïsme et christianisme.
En 2007, Yann Moix publie hors commerce un hommage personnel au judaïsme intitulé Apprenti-juif, d'abord paru dans la revue La Règle du jeu, dirigée par Bernard-Henri Lévy. Dans cette même revue Moix a publié ses premiers textes, consacrés à Gombrowicz, Fellini, Pasolini, ainsi que ses premiers pamphlets, dirigés notamment contre Alexandre Jardin, Marc-Édouard Nabe, Amélie Nothomb et Bernard Tapie.
À la mort de Michael Jackson, il écrit Cinquante ans dans la peau de Michael Jackson, un essai qui affirme, notamment que Michael Jackson aurait vécu sa vie à l'envers.
En 2010, il signe La Meute, un essai sur la violence exercée mécaniquement, notamment via les réseaux sociaux, contre un seul individu. Il y étudie l'exemple de Roman Polanski.
Son roman, Naissance, reçoit le prix Renaudot après avoir figuré sur les premières sélections des prix Goncourt, Renaudot, Médicis et Décembre. Ouvrage de près de 1 150 pages, celui-ci commence par la naissance de l'auteur mais de fait, « manie et entremêle des récits et des types d'écriture multiples ».
Yann Moix publie en 2015 Une simple lettre d'amour, roman dans lequel il affirme que « les hommes ne savent pas aimer ».
L'essai qu'il sort en 2017, Terreur, se donne pour but de penser les attentats. Le livre interroge les effets du terrorisme sur notre psychologie collective et tente de comprendre comment le processus de radicalisation peut être défini et expliqué.
En juin 2018, Moix publie Dehors, lettre ouverte qui s'adresse au président de la République Emmanuel Macron et qui dénonce les conditions dans lesquelles sont traités les migrants à Calais.
Rompre, publié en 2019, est un roman dans lequel Moix s'interroge sur son passé amoureux et sur les ruptures qu'il a connues.
En 2019 parait Orléans, premier volume d'une tétralogie autobiographique « Au pays de l’enfance immobile », auquel succède Reims en 2021 puis Verdun en 2022, le quatrième et dont le dernier tome Paris est annoncé pour la rentrée littéraire 2022.
Les trois meilleures ventes de l'auteur sont Naissance en 2013, avec 38 000 exemplaires vendus, Podium en 2002, avec 30 000 exemplaires vendus et Partouz en 2004, avec 23 000 exemplaires vendus.
En 2023, il publie son journal de la période 2016-2017 Hors de moi, rejoignant ainsi les auteurs qui se sont livrés à ce genre littéraire, notamment Marcel Jouhandeau, Mathieu Galey, Jean-Patrick Manchette, Renaud Camus, Pascal Sevran, Patrick Sansano, Mathieu François du Bertrand entre autres.

### Style selon la critique
Selon Patrick Grainville, « chez Moix, le tragique est indissociablement lié au burlesque », pendant que Les Inrocks considère que Moix a « trouvé sa voie » dans « le burlesque et l’absurde ».
Yann Moix revendique lui-même ce registre, déclarant au sujet de Dostoïevski : « Il y a tout chez lui : la théorie, le burlesque, la théologie, le suspense, l'action, des dialogues irréels, de l'humour… Il a le génie du hors-sujet comme Proust, Céline ou Joyce… C'est ce que je veux faire ! ».
Selon Pierre Assouline, Yann Moix est « né sous le signe de l’excès. […] Moix ne se refuse rien et si une digression doit courir sur vingt pages, qu’elle coure ! Rien n’est hors-sujet puisque le sujet est partout. Enfin un auteur qui s’autorise ! ». Il ajoute toutefois, au sujet de Naissance, que « l'on dira que son auteur en fait trop, ce qui est vrai ».
Bernard Pivot dit de lui qu'il est un « écrivain surdoué […] De cruelles métaphores jaillissent de sa plume. Le lyrisme ne lui fait pas peur. Il n'appartient pas à l'école des écrivains au style raplapla. C'est un provocateur qui jubile quand ses mots font mouche, y compris et surtout contre lui-même ».
David Caviglioli publie dans L'Obs qu'en « une phrase, on passe du poignant au ridicule, du prodige au médiocre. C’est aussi répétitif que bondissant. Ça irrite autant que ça épate. C’est à la fois humble et prétentieux. On y retrouve tout Moix. Ses obsessions: l’enfance maltraitée, la mystique juive, Péguy, la persécution. Son talent fatigant (il écrirait : « fatigant talent », lui qui aime tout renverser), duquel il ne se méfie pas assez ».
Pour Le Temps, Yann Moix est « un auteur entier, vivant, écrivain par nécessité, anxieux et paradoxal […] Des fois, Yann Moix, quand il est écrivain, se dissimule dans des biographies dont il déborde, raconte d’autres vies que la sienne, tout en parlant de lui aussi. Quand il ne prend pas le prétexte d’un autre sujet que lui-même, il déborde quand même, écrit comme une fontaine, abonde, surabonde ».

### Réception
La démarche professionnelle de Yann Moix partage les critiques. Parmi les critiques favorables, François Busnel écrit dans L'Express que Jubilations vers le ciel est pour lui, « un des plus grands premiers romans du vingtième siècle ». Selon le magazine Lire, Mort et vie d'Edith Stein aurait « révolutionné un genre aussi suranné que l'hagiographie ».
Pour Le Figaro Magazine, Cinquante ans dans la peau de Michael Jackson est un livre « zébré d'intuitions parfois réellement géniales ».
L'ouvrage Panthéon, est élu par Paris Match parmi les dix romans (avec notamment Plateforme et les Bienveillantes) qui auraient « donné une empreinte française au nouveau siècle ».
Au contraire, Aurélien Ferenczi de Télérama le considère comme un « écrivain médiocre et mauvais cinéaste », La Voix du Nord évoque un « écrivain qui parle beaucoup pour ne rien dire et manque cruellement de classe » et Les Inrockuptibles ne voit en lui qu'un « arnaqueur » avec « ces articles vains, écrits en cinq minutes mais qui paraissent déguisés en livres ». Son film Cinéman reçoit un accueil critique particulièrement sévère et est ironiquement distingué deux fois (sur trois nominations), lors des Gérard du cinéma 2010 et le Brutus du meilleur réalisateur 2010 pour Cinéman.
Naissance est qualifié de « trop long, trop complaisant, trop hystérique, trop tout » par Le Monde. Patrick Grainville pour Le Figaro y voit un « roman époustouflant ». Ce roman est qualifié de « livre hors-norme qui viole toutes les conventions romanesques » mais « aussi répétitif que bondissant » par Le Nouvel Observateur, de « roman monumental » « roman interminable» par Les Échos dont « On en sort épuisé, satisfait de l'avoir terminé », et de « burlesque, excessif, polymorphe » par Le Temps. Pour Joseph Macé-Scaron, dans Le Magazine littéraire, « un tel livre est nécessairement plus grand que son auteur ». Pierre Assouline affirme que « des pages éblouissantes qui forcent vraiment l’admiration y côtoient en permanence des tunnels où un chaos syntaxique s’accumule et s’agrège à faire fuir. Il faut alors passer son chemin pour se perdre plus loin et retrouver une densité aussi étourdissante ».
Yann Moix reçoit le prix Renaudot en 2013, élu dès le premier tour.

## Cinéma

### Podium(2004)
Après un court métrage intitulé Grand Oral sorti en 2000, Yann Moix débute dans le long-métrage en 2004 avec la réalisation du film Podium, tiré de son livre éponyme et dans lequel on retrouve dans le rôle principal l'acteur belge Benoît Poelvoorde. Ce dernier interprète un sosie de Claude François, aux côtés de Jean-Paul Rouve, campant le rôle de Couscous, sosie de Michel Polnareff. Le film rassemble 3,4 millions de spectateurs en France et est nommé cinq fois aux César en 2005 puis obtient en 2004, le prix Robert Enrico de la mise en scène et le trophée de la première œuvre française du Film français.
L'hypothèse d'une suite du film Podium, centrée sur Polnareff est rendue publique en 2015, le scénario étant écrit. Mais Moix abandonne le projet selon lui, à la suite du manque d'entrain des producteurs.

### Cinéman(2009)
Son deuxième long-métrage, Cinéman, sorti en 2009 avec Franck Dubosc et Pierre-François Martin-Laval est la mise en abyme d'un film dans un film, dans lequel le personnage principal est physiquement transposé dans plusieurs longs-métrages de genres divers et de multiples époques, un concept comparé à Last Action Hero ou La Rose pourpre du Caire.
La conception du film est très compliquée, en raison de problèmes de casting, la mésentente globale de l'équipe technique et les difficultés du tournage. Du fait d'une mauvaise réception des producteurs et conformément à leur décision, la plupart des répliques sont réécrites et les dialogues du film sont redoublés en post-production. Le film Cinéman est un échec, tant sur le plan commercial que critique, la défense de Bernard-Henri Lévy est dénoncée comme étant un renvoi d'ascenseur,. Le film reçoit le Gérard du plus mauvais film et fait l'objet d'une critique particulièrement sarcastique sur le site spécialisé dans les pires films du 7e art, Nanarland.

### Autres participations et projets
En 2007, Yann Moix fait une apparition comme acteur, pour le réalisateur Jean-Pierre Mocky dans Le Bénévole.
En 2009 parmi d'autres projets, Yann Moix exprime son souhait d'adapter Voyage au bout de la nuit de Céline, transposé à l'époque contemporaine, aux attentats du 11 septembre 2001.
En 2018, Yann Moix tourne un documentaire expérimental dans lequel il suit Gérard Depardieu en Corée du Nord. Ce film, censé s'intituler 70, ne sort pas en salles, mais des extraits diffusés dans l'émission Complément d'enquête créent une polémique.

## Prises de position

### Cinéma Utopia
Dans Le Figaro du 10 août 2009, Yann Moix s'indigne d'un tract des cinémas Utopia présentant le film Le Temps qu'il reste. Il reproche notamment à ce tract de débuter par : « Les tragédies de l'histoire sont souvent grotesques. Les Palestiniens vivent depuis 1948 un cauchemar kafkaïen », puis il relève ceci : « Quelques massacres plus tard, perpétrés par les milices juives » et s'indigne de la formule « milices juives » qui, selon lui, « évacue Auschwitz d'un coup d'adjectif non seulement mal placé mais déplacé, un concept qui donnerait aussitôt vie, dans la foulée, à de jolis avatars, comme des nazis juifs, des fascistes juifs, des hitlériens juifs ». Il est aussi particulièrement frappé par cet autre extrait du tract : « Elia Suleiman revient sur son enfance dans une école juive où la lobotomisation sioniste des élèves filait bon train… » Il compare l'auteur du tract à Robert Brasillach et avance que les gérants des cinémas Utopia ont « la haine des juifs » et seraient « le visage nouveau de l'antisémitisme contemporain », comparant leur gazette à Je suis partout, journal collaborationniste pendant la Seconde Guerre mondiale. La revue La Règle du jeu (fondée en 1990 par Bernard-Henri Lévy) lui apporte son soutien.
Les cinémas d'art et d'essai du réseau Utopia portent plainte pour injure et Yann Moix, ainsi que Le Figaro, défendu par Patrick Klugman, sont condamnés en 2010 pour « délit d’injure envers particuliers » le 19 octobre 2010. David Caviglioli, journaliste de L'Obs, relève que le jugement précise que le tract est rédigé avec « une tonalité militante et abrupte » et lui-même soupçonne un antisémitisme sous-jacent à ce tract, relevant par exemple que le sionisme y est décrit comme le « rêve fou d'un état religieux juif ».

### Propos à l'égard de la police nationale
Le 22 septembre 2018, durant l’émission de Thierry Ardisson Les terriens du samedi diffusée sur la chaîne C8, Yann Moix interpelle les policiers Maggy Biskupski et Abdoulaye Kanté venus sur le plateau à l'occasion du livre du journaliste Frédéric Ploquin La peur a changé de camp : « La police française est une des plus violentes d'Europe […] vos cibles préférées, ce sont les pauvres et les milieux défavorisés » puis ajoute : « vous n'avez pas les couilles d'aller dans des endroits dangereux ». Fonctionnaire de police à la Direction de la coopération internationale, Abdoulaye Kanté lui répond qu'il est « hors sol »,.
Ses propos vont déclencher une polémique et de nombreuses réactions. Les syndicats UNSA Police et Alternative Police CFDT déposent tous les deux plainte contre Yann Moix et dénoncent des « propos diffamatoires ». Le ministre de l’Intérieur, Gérard Collomb, a réagi en affirmant son soutien aux policiers et en fustigeant les « mots grossiers et indécents » de Yann Moix. Le CSA a reçu près de 2 000 saisines, dont celle du syndicat de policiers Unité-SGP qui demande que des poursuites soient engagées par le ministère de l'Intérieur contre Yann Moix,,. Le ministre de l'Intérieur annonce le 27 septembre qu'il décide de porter plainte.
À la suite de cette polémique, le chroniqueur va, dans un premier temps, répondre au ministre de l’Intérieur que « les policiers sont souvent abandonnés par les politiques […] la police travaille dans des conditions difficiles et précaires », tout en ajoutant que « en banlieue, on se carapate, à Calais ou dans les manifs on se défoule, on dégaine la matraque, on gaze des mineurs… ». Il s'excuse finalement le lendemain pour ses propos, affirmant qu’il a « manqué d’intelligence » dans sa manière de s’exprimer et qu’il y est « allé un peu trop fort »,,.

### Accueil des migrants
Yann Moix accuse le 6 janvier 2018 les CRS d'exactions vis-à-vis des migrants de la Jungle de Calais. La préfecture du Pas-de-Calais dénonce, quant à elle, des informations erronées. Libération publie le 21 janvier 2018 en une du journal une lettre ouverte de Yann Moix à l'intention du président Emmanuel Macron qui dénonce les traitements infligés à ces migrants et accuse Emmanuel Macron d'être le premier responsable de cette situation. En s'appuyant sur ce qu'il a observé à Calais et sur des rapports de l'IGPN et du Défenseur des droits, Yann Moix écrit que « des fonctionnaires de la République française frappent, gazent, caillassent, briment, humilient des adolescents, des jeunes femmes et des jeunes hommes dans la détresse et le dénuement. […] Ces actes de barbarie, soit vous [Emmanuel Macron] les connaissiez et vous êtes indigne de votre fonction ; soit vous les ignoriez et vous êtes indigne de votre fonction ».
Julien Pouyet, un journaliste de Nord Littoral, qui a assisté à l'entrevue entre Yann Moix et les syndicats de police à Calais le 16 janvier et l'a filmée, accuse Yann Moix de tenir un double discours dans cette tribune et de ne pas évoquer une partie de la réalité notamment celle concernant « la violence des migrants, les barrages réguliers sur les routes, les caillassages ». Il lui reproche également de ne pas mentionner la détresse des habitants de Calais « face à la jungle et ses 10 000 migrants, face à une pression migratoire sans précédent, sans réponse de l’État »,,.
Le 1er février 2018, la maire LR de Calais, Natacha Bouchart, répond au chroniqueur dans une tribune publiée dans Le Figaro et qualifie Yann Moix de « honte du service public audiovisuel ». Elle lui reproche de ne pas avoir parlé de « l'humanité » des Calaisiens et de la municipalité et invoque le « financement des aires de repas, des douches, des sanitaires ainsi [que] la mise à disposition du centre Jules-Ferry qui a permis, sur ma proposition, d'accueillir les femmes et les enfants ». Le 20 février 2018, la cérémonie des Bobards d'or (d'extrême droite) distingue Yann Moix du plus haut prix du Bobard d'Or pour avoir, selon eux, manipulé des images et accusé à tort le travail des forces de l'ordre. D'autre part, le préfet du Pas-de-Calais Fabien Sudry dénonce les propos « outranciers » de Yann Moix dans une lettre ouverte publiée sur Twitter. Yann Moix lui répond dans Marianne en lui « [demandant] de [l]'attaquer en diffamation […] vous prétendez que les faits me donnent tort. Je vous somme de demander aux tribunaux de vous donner raison ».
L'écrivain publie en juin 2018 un livre en forme de lettre ouverte au président de la République, Dehors, sur la question des migrants. Il sort en même temps un documentaire (nommé Re-Calais) diffusé sur Arte, avec lequel il dit avoir espéré rendre compte de « l'absurdité » et de la « complexité » de la situation à Calais.
Le 6 juin 2018, Yann Moix déclare sur Europe 1 que « la chose la plus grave que j'aborde dans ce livre c'est l'évaluation de minorité par des institutionnels, la Croix-Rouge notamment, qui essaie de tout faire pour qu'un jeune ne soit pas considéré comme mineur, car s'il est mineur, nous sommes obligés de l'héberger. Il y a un test osseux qui date des années 1930, dont la marge d'erreur est de deux ans, ça tombe très mal ». La Croix-Rouge annonce le lendemain le dépôt d’une plainte pour diffamation puis qualifie ces affirmations d'« entièrement fausses », « insultantes » et « odieuses ». L'écrivain est relaxé le 2 novembre 2021 par le tribunal correctionnel de Paris, lequel suit en partie les recommandations faites par la procureure au cours du procès.

### Loi Gayssot
Fin 2010, Yann Moix apparaît comme un des signataires d'une pétition pour l'abrogation de la loi Gayssot aux côtés de Robert Faurisson, Dieudonné et de militants d'extrême droite, initiative également soutenue par Noam Chomsky. Opposé à cette loi mémorielle, il se rétracte cependant après avoir découvert qu'un des signataires n'est pas Robert Badinter comme il le croyait, mais Robert Faurisson et il refuse que son nom soit associé à ce dernier,. Paul-Éric Blanrue, initiateur de la pétition et Yann Moix, amis jusqu'alors, lesquels n'ont « jamais parlé des Juifs ensemble » selon Moix, se perdent de vue à la suite de cet événement. Le blog du Monde.fr des droites extrêmes émet des doutes sur l'explication de Yann Moix, ayant relevé que l'explication initiale de Yann Moix quant à son soutien, comporte la mention suivante, effacée par la suite : « J’ai signé une pétition en ce sens, sur laquelle figurent évidemment, figurent logiquement, mes pires ennemis et les ordures les plus avérées ».
En 2007, Yann Moix préface le livre de Paul-Éric Blanrue Le Monde contre soi : anthologie des propos contre les juifs, le judaïsme et le sionisme. Yann Moix déclare à ce propos « important de montrer que même les plus grands penseurs se sont trompés »[réf. souhaitée] et, dans cette préface, il se présente comme descendant de marranes, mais sans en apporter la preuve. Selon Elisabeth Roudinesco, personne ne sait si Yann Moix a lu le contenu de ce livre et il a retiré son nom de la réédition du livre.
Selon le journaliste Nicolas d'Estienne d'Orves, Yann Moix est « un philosémite exacerbé, il a même appris l’hébreu ».

### Engagements
Yann Moix soutient la candidature de François Bayrou à l'élection présidentielle française de 2012. Le 8 janvier 2015, à la suite de l'attentat islamiste contre Charlie Hebdo, il lance une pétition pour la panthéonisation de Wolinski, Cabu, Charb et les autres victimes de la tuerie.

## Polémiques

### Affaire Depardieu et rushs tournés en Corée du Nord
Yann Moix prépare depuis septembre 2018 un film consacré à Gerard Depardieu intitulé 70 (« soixante-dix »), sur les tribulations de celui-ci lors de son voyage à Pyongyang pour les 70 ans du régime nord-coréen,. Ce documentaire présenté comme « expérimental » n'est pas diffusé. Le 7 décembre 2023, un numéro spécial du magazine télévisé Complément d'enquête, sous-titré La Chute de l'ogre, met en lumière les différentes accusations d'agressions sexuelles et de viols concernant Gérard Depardieu, ainsi qu'un comportement malsain extraites du documentaire inachevé,. Yann Moix prend certaines distances avec ces extraits vidéo en décembre 2023, indiquant qu'il n'aurait pas autorisé leur diffusion. En février 2025, le journal Libération dévoile de nouveaux extraits de propos tenus par Gérard Depardieu et Yann Moix lors de ce voyage, dont certains très problématiques, alternant misogynie, discours de violences conjugale, homophobie,,. Il déclare à ce propos sur Europe 1 : « Oui, on cherche à abattre Depardieu, qui est un immense comédien, comme moi, je suis un immense écrivain ».
Il assure que son documentaire n'était que de la « fiction ». « Ce n'était pas une caméra cachée, puisque je joue dans mon propre film, donc je sais que je suis filmé, puisque c'est censé être montré un jour. (...) C'est comme si vous aviez volé en 1973 des rushs à Bertrand Blier en disant "Regardez ce qu'ont dit Deweare et Depardieu ! Mais non, ce n'est pas une caméra cachée, ce ne sont pas des choses qui ont été filmées à mon insu !" (...) Comme dans La Chèvre, je joue Pierre Richard. Gérard Depardieu joue Gérard Depardieu. Donc on exagère tout. ». Par ailleurs, il affirme de plus que son film aurait été volé et qu'il y aurait « une haine du talent, une haine du génie ».
À la suite de ces propos, il est moqué pour s'être qualifié « d'immense écrivain ». Tristan Waleckx, présentateur de Complément d'enquête, pointe sur X une contradiction entre ses propos et une mise en demeure adressée à l'émission avant sa diffusion. Il dénonce également ce qu'il considère comme une série de « mensonges » autour de l'affaire Depardieu émanant de la « Bollorésphère ».

### Polanski et la Suisse
Yann Moix crée la polémique le 1er février 2010 en publiant un extrait de son prochain livre La Meute dans La Règle du jeu sous le titre « J’aime Polanski et je hais la Suisse ». Selon Le Parisien, Yann Moix prend « prétexte » de l'assignation à résidence du cinéaste Roman Polanski par la Suisse, pour attaquer cette dernière en la traitant de « pute », de « Gestapoland » et de « pays inutile », « nul » et « fondamentalement antisémite », puis un jour plus tard dans le journal Le Matin ses citoyens de « mous salauds ». En date du 2 février 2010, le texte est retiré du site à la demande de l'auteur. La presse francophone de Belgique et de France commence à relater l'information et l'ambassade de France en Suisse diffuse un communiqué de presse se désolidarisant de l'auteur en estimant à propos de l'ouvrage : « on peut à bon droit penser qu’il eût mieux valu qu’il ne parût point ».

### Renaud Camus
En mars 2018, l'écrivain Renaud Camus porte plainte pour diffamation contre Yann Moix en raison de ses propos tenus en juin 2017 dans l'émission On n'est pas couché. Yann Moix y présente Camus comme un auteur « un petit peu misanthrope et assez antisémite, en tout cas raciste ». Après être provisoirement exonéré en première instance, Moix est condamné le 13 mars 2019 par la cour d'appel de Paris à 1 000 euros de dommages et intérêts et à 2 000 euros de frais de procédure. La Cour de cassation annule cette condamnation le 7 janvier 2020.

### Femmes
Début janvier 2019, Yann Moix déclenche une polémique après avoir déclaré au magazine Marie-Claire être « incapable d'aimer une femme de 50 ans » trouvant « ça trop vieux. […] Le corps d'une femme de 50 ans n'est pas extraordinaire du tout » et ne vouloir avoir des relations amoureuses qu'avec des femmes asiatiques. À cette occasion, plusieurs personnalités lui répondent, dont Valérie Damidot, Mona Chollet, Colombe Schneck,, Helena Noguerra, Valérie Trierweiler, Christine Angot ou encore Christine Lagarde, alors directrice générale du Fonds monétaire international, qui dans une interview accordée au magazine Elle affirme qu'« on peut être monumentalement heureux, à tout point de vue, mentalement, physiquement, sexuellement, à 50 ans et bien au-delà ». Marlène Schiappa elle, le défend en déclarant que « ce n'est pas la faute de Yann Moix » si les femmes de plus de 50 ans sont discriminées dans la société. Yann Moix se défend de ses propos dans une tribune publiée sur Libération.

### Michael Jackson
À l'occasion d'un billet qu'il présente lors de l'émission Salut les Terriens diffusée le 10 mars 2019 sur C8, Yann Moix revient sur le documentaire Leaving Neverland qui traite de la sexualité qu'aurait eue Michael Jackson avec des mineurs. « C’est ne rien comprendre à Michael Jackson. Car Michael Jackson était un enfant. Or, un enfant, ça ne couche pas avec les autres enfants. Un enfant, ça ne couche qu’avec les adultes qui forcent les enfants à coucher. » Yann Moix ajoute enfin : « J’ai donc décidé d’intenter un procès à toutes les femmes adultes ayant couché avec Michael Jackson. »

### Orléans
Dans Orléans, publié le 21 août 2019, roman qui ressemble ostensiblement à un récit autobiographique, il raconte avoir été un enfant battu et martyr, victime de maltraitances de la part de ses parents,. Ces derniers nient en bloc les faits décrits dans le roman et son père déclare : « Comment peut-il inventer de telles choses, aussi odieuses ? » Il ajoute : « S'il avait vraiment été martyrisé enfant, vu qu'on habitait dans un immeuble, ne pensez-vous pas que le voisinage et nos amis de l'étage du dessus s'en seraient rendu compte ? Tout comme sa maîtresse d'école, son médecin traitant ou son pédiatre... Vous pouvez d'ailleurs les contacter, pour vous en convaincre... Ils vous confirmeront que je ne suis pas un bourreau. » Il affirme aussi que lui et sa femme ont payé les études puis le loyer de l'appartement de leur fils jusqu'à ses 30 ans,. Il décrit son fils comme un « ado dur » qui a tenté de « défenestrer son frère du premier étage » ou ayant « mis la tête d'Alexandre (son frère) dans les WC et a tiré la chasse d'eau. » Son père reconnaît que ces jours-là, il a donné une fessée à Yann ou « une bonne paire de claques ». Quelques jours après, il déclare dans L'Obs qu'il a « probablement mal agi » même si les sanctions ne surviennent pas sans raison et que « Yann est probablement une victime [même s'il] en oublie une autre, son frère ». Il estime que Yann n'a jamais pu accepter la naissance de son frère, de 4 ans son cadet.
Son frère, le journaliste et écrivain Alexandre Moix, qui n'apparaît pas dans le roman Orléans, rejette également ces accusations quelques jours plus tard dans une lettre ouverte publiée par Le Parisien et affirme que Yann Moix a été son bourreau et lui a fait subir les sévices qu'il décrit dans son livre en les prêtant à leurs parents,. Alexandre relate des épisodes où, adulte, son frère Yann l'aurait appelé jusque tard la nuit pour le harceler au téléphone et aurait hurlé : « Il n'y a qu'un Moix sur Terre ! Et il n'y aura qu'un Moix dans la littérature ! […] Moix, c'est MOI ! ». Selon Alexandre Moix, un éditeur lui a fait la confidence que Yann Moix a empêché la parution de son premier roman. Il affirme aussi avoir appris qu'en privé son frère se vante d'avoir « tout exagéré » dans Orléans.
Deux amis d'enfance de Yann Moix témoignent eux à Paris Match des sévices que l'écrivain a pu subir. L'un d'entre eux, sous couvert d'anonymat, explique que « Yann l’ignorait, mais inquiet pour lui, je collais l’oreille à leur porte et j’entendais ses cris, ses hurlements déchirants, les coups et les insultes de son père qui pleuvaient » et que le lendemain, il repérait « immanquablement » sur le corps de Yann Moix des « marques violacées sur ses bras, ses cuisses, son dos, des traces de lacération, parfois des bleus sur son visage. Ou des résidus de sang séchés, mal nettoyés ». Selon lui, Yann Moix en veut à son jeune frère Alexandre « de l'avoir souvent dénoncé à son père, provoquant sa colère et les coups ». Cette version vient en contradiction avec les propos tenus par la grand-mère de Yann et Alexandre qui déclare à Éric Naulleau dans Le Point : "Je ne peux pas dire… Ils étaient assez rusés parce que je n'ai jamais vu Yann avec des coups ni rien du tout. C'était plutôt de l'humiliation, une maltraitance morale plutôt que physique". L'ancienne compagne de Yann Moix, Marie-Pierre Lamouroux, prend ensuite sa défense dans une interview, affirmant qu'il est incapable de violence et souffre de devoir justifier son statut de victime. La grand-mère d'Alexandre et de Yann a de son côté affirmé lors d'un entretien que ce dernier « a toujours été rabaissé, humilié. Il était toujours puni alors qu'il ne le méritait pas. Et son frère, étant tout petit, l'embêtait tout le temps. (…) Ce que je reproche toujours un peu à ma fille, c'est qu'elle écoutait trop ce qu'Alexandre racontait (…) Ma fille m'a téléphoné et prévenue : « De toute façon, on va le démolir ». J'ai trouvé ça abusif de la part des parents. Même si on a des préférences, on ne doit pas arriver à ce point-là. Ça va trop loin ».
Le 5 décembre 2023, Yann Moix est relaxé par la Cour de cassation du procès en diffamation que lui intente son frère. Le 29 avril 2024, Yann Moix est aussi relaxé par le tribunal judiciaire de Paris du procès pour injure et diffamation intenté par ses parents.

### Publications antisémites

#### Révélation
En 2017, l'écrivain Marc-Édouard Nabe, ancien ami de Yann Moix avec lequel ce dernier a rompu en lui reprochant notamment son antisémitisme, se venge en révélant dans son livre Les Porcs 1 que Moix a lui-meme publié des écrits antisémites dans sa jeunesse,. L'affaire passe cependant inaperçue jusqu'à ce qu'un article de L'Express du 26 août 2019 révèle au grand public, documents à l'appui, qu'en 1989 et 1990, Yann Moix alors étudiant, a collaboré à trois numéros de Ushoahia, un « magazine de fabrication artisanale » négationniste et véhiculant un antisémitisme extrême, ainsi qu'un racisme virulent à l'encontre des noirs. Pour Valérie Igounet, ces écrits et dessins s'inscrivent dans le courant « post-négationniste », incarné notamment par Alain Guionnet.

#### Négation puis aveux
Jusqu'en août 2019, Moix reconnaît être l'auteur des dessins des magazines mais affirme que tous les textes (signés « Auschwitz Man ») auraient été réalisés « par deux ou trois camarades de Sup de Co Reims », avant d'avouer en être également l'auteur. Selon L'Express cependant, son écriture peut être identifiée « sans peine » notamment sur une très longue tirade manuscrite antisémite et négationniste. Yann Moix affirme dans un premier temps n'avoir fait que la recopier, arguant du fait que son écriture est la plus lisible de l'équipe du magazine. Mais le 27 août 2019, L'Express révèle avoir trouvé un épais document avec des textes manuscrits contenant des propos négationnistes et antisémites virulents signés par Yann Moix, publiés dans la revue Ushoahia. Yann Moix y qualifie notamment le philosophe Bernard-Henri Lévy de « youpin dont le crâne n'a hélas pas été rasé par les amis d'Adolf », ou encore affirmé « Chacun sait, ô Marie, que les camps de concentration n'ont jamais existé. » Il a également publié dans Ushoahia un conte dans lequel un Juif tente de négocier une ristourne sur les tarifs de train pour Buchenwald. Dans le second numéro de Ushoahia, consacré à l'Éthiopie, Yann Moix nie la réalité de la famine y sévissant à l'époque et y publie de nombreux dessins et textes racistes, y écrivant notamment « Un noir qui chie, c'est la figure emblématique de la génération spontanée. » et « une bouille béate de nègre pâteux ». Interrogé par Libération, Yann Moix reconnaît finalement avoir commis ces écrits, déclare tout assumer et tout endosser, se dit « [l]ibéré de cette épée de Damoclès avec laquelle [il] vivai[t] depuis trente ans » et ajoute : « Aujourd’hui, l’homme que je suis en a honte. Tout le parcours que j’ai fait depuis, tout mon parcours d’homme, c’est l’histoire de quelqu’un qui a essayé de s’arracher à cette géographie toxique, m’extraire de cette nasse ».
Selon le journaliste de Valeurs Actuelles, Amaury Brelet, il aurait également approché l'humoriste Dieudonné par l'entremise de Paul-Éric Blanrue. Selon ce dernier, Yann Moix a notamment dîné avec l'humoriste en 2010, juste après avoir assisté à l'un de ses spectacles, qu'il a trouvé « génial » et « pas du tout antisémite ». Selon le journaliste Amaury Brelet, il fréquente également Alain Soral jusqu'en 2009.
L'Express note que Yann Moix est devenu depuis cette époque un « auteur célébrant en permanence le peuple juif et rêvant même de se convertir » et qu'il bénéficie aujourd'hui de la protection de Bernard-Henri Lévy alors que ce dernier se fait attaquer par lui avec « une violence inouïe » dans l'un des magazines. L'Express a également publié une interview de Yann Moix où ce dernier explique qu'il « a rêvé » dans sa jeunesse, de surpasser le dessinateur Vuillemin « dans la subversion ». Yann Moix dit aussi qu'il a souhaité simplement « choquer les gens » qui le liraient : « Ça se voulait une provocation : celle-ci s'est soldée par un ratage total… ». En complément, il affirme que ses dessins de l'époque lui donnent aujourd'hui « envie de vomir ».
Le quotidien Le Monde rapporte que dans la maison d'édition de Yann Moix, Grasset, trois personnes ont été au courant des publications incriminées : Bernard-Henri Lévy, Jean-Paul Enthoven et le PDG Olivier Nora. Yann Moix s'est confié à ce dernier en 2007, en lui demandant de renouveler sa confiance. Le journal rapporte aussi qu'une défense de l'écrivain s'est organisée autour de l’Union des étudiants juifs de France, avec un projet de pétition, abandonné après que son éditeur Grasset estime que cela peut relancer la polémique. Le Monde estime que peu de critiques sont portées contre Yann Moix, ce dernier bénéficiant de nombreux soutiens qui ne veulent pas l'accabler. Mais Georges-Marc Benamou affirme qu'il est « à vomir », et la Ligue contre le racisme et l'antisémitisme, qui estime qu'il s'est « vautré dans la boue de la haine des juifs », s'interroge sur la sincérité de son mea culpa, car « bien après ses jeunes années, Yann Moix a entretenu un compagnonnage avec des personnalités controversées proches des complotistes, des antisémites et des négationnistes telles que Blanrue ou Nabe ». Le Monde affirme en effet que « l’écrivain a fréquenté des négationnistes jusqu’en 2013, à 45 ans ». Eric Naulleau déclare que l'on reproche à Yann Moix « au contraire parfois son philosémitisme ».
Le 31 août 2019, Yann Moix demande pardon pour ses dessins et textes antisémites, présentant notamment des excuses à Bernard-Henri Lévy. Son mea-culpa suscite des réactions mitigées,,,,. Bernard-Henri Lévy lui apporte son soutien le 1er septembre 2019, au nom du repentir : « Un homme qui a, jadis, commis pareilles bassesses peut-il réellement changer ? La réponse est oui. Pour peu – et je sais que c’est son cas – que ce changement soit le fruit d’un authentique travail sur soi, d’un effort de pensée et de connaissance honnête. » Cette position suscite des remous au sein de la rédaction de La Règle du jeu.
En novembre 2019, invité par Cyril Hanouna sur C8, Yann Moix revient une nouvelle fois sur ses déclarations, affirmant qu'il n'est pas l'auteur des textes antisémites qu'il a publiés dans son fanzine. Le véritable auteur serait une autre personne, dont il ne dévoile pas le nom, appréhendée par la police à l'époque, avec laquelle en 1989, il effectue un Tour d'Europe en rail. Concernant la publication des écrits antisémites, Yann Moix déclare avoir agi par esprit de transgression, ne pas avoir eu d'« antisémitisme obsessionnel », mais avoir fait preuve « d'atrocité généralisante et universelle »,.
Il raconte le détail du contexte de ces publications dans son roman autobiographique Reims paru en 2021.

### Controverse sur les jeux vidéo
Le 13 février 2025, lors d'un débat avec Éric Naulleau et Pascale de La Tour du Pin sur le plateau de l'émission Touche pas à mon poste ! diffusée sur C8, alors consacrée à la question "Les jeux vidéo rendent-ils violents ?", Yann Moix tient des propos virulents à l'égard des adultes y jouant : 

« J'appelle tout adulte de plus de 25 ans qui joue à ça un demeuré. Je n'ai aucun respect pour eux. Il y a des choses plus intelligentes à faire que de se souiller le cerveau et insulter sa propre intelligence en allant sur des écrans jouer à des singes, des bananes et des serial killers. Vous êtes des abrutis, vous comprenez ça ? »

L'écrivain ajoute qu'il s'attendait à recevoir des menaces en ligne après ses propos, mais a maintenu sa position en qualifiant les jeux vidéo de "débiles", "abrutissants" et "responsables du mal-être des enfants".
Ses déclarations provoquent une vague d'indignation sur les réseaux sociaux. De nombreux joueurs, streamers et journalistes spécialisés dénoncent un discours caricatural et méprisant. Le youtubeur Julien Chièze et l'animateur Samuel Étienne regrettent que Yann Moix ne connaisse pas « la richesse de l'univers du jeu vidéo », dénonçant une vision dépassée et condescendante.
D'autres internautes ont rappelé que les jeux vidéo sont aujourd’hui une industrie culturelle majeure, pratiquée par des millions d’adultes à travers le monde. La polémique relance également le débat sur la perception du jeu vidéo par certains intellectuels et médias traditionnels, souvent accusés de ne pas prendre en compte les évolutions du secteur et les bénéfices cognitifs ou sociaux des jeux vidéo.

## Œuvres

### Ouvrages

#### Romans
- 1996 : Jubilations vers le ciel, Grasset, 220 p., prix Goncourt du premier roman et prix François-Mauriac
- 1997 : Les cimetières sont des champs de fleurs, Grasset, 344 p.
- 2000 : Anissa Corto, Grasset, 283 p.
- 2002 : Podium, Grasset, 387 p.
- 2004 : Partouz, Grasset, 441 p.
- 2006 : Panthéon, Grasset, 345 p.
- 2013 : Naissance, Grasset, 1142 p., prix Renaudot
- 2015 : Une simple lettre d'amour, Grasset, 122 p.
- 2019 : Rompre, Grasset, 170 p.
- 2019 : Orléans (Au pays de l’enfance immobile, I), Grasset, 261 p.
- 2021 : Reims (Au pays de l’enfance immobile, II), Grasset, 288 p.
- 2022 : Verdun (Au pays de l’enfance immobile, III), Grasset, 256 p.
- 2022 : Paris (Au pays de l’enfance immobile, IV), Grasset, 256 p.
- 2024 : Visa, Grasset, 96 p.
- 2025 : Apnée, Grasset, 240 p.

#### Journal
- 2023 : Hors de moi, Bouquins et Grasset, 1216 p., prix Edgar-Faure

#### Poésies
- 2004 : Transfusion, Grasset, 76 p.

#### Essais
- 2008 : Mort et vie d'Edith Stein, Grasset, 152 p.
- 2009 : Cinquante ans dans la peau de Michael Jackson, Grasset, 173 p.
- 2010 : La Meute, Grasset, 261 p. Pamphlet tournant autour de l'affaire Polanski.
- 2017 : Terreur, Grasset, 254 p. Réflexions sur le terrorisme islamiste.
- 2018 : Dehors. Lettre ouverte au Président de la République, Grasset, 362 p. Adressée au président Emmanuel Macron pour que la France adopte une politique migratoire plus ouverte.

#### Nouvelles
- 2013 : « Cher Monsieur Vuitton » in La Malle, Gallimard, 341 p. Cette nouvelle de 19 pages écrite pour le recueil La Malle, qui prend la forme d'une conversation épistolaire, aurait été inspirée par « La désopilante histoire des bagages de Sacha Guitry » provenant des notes personnelles de Gaston-Louis Vuitton issues des Archives Louis Vuitton. Onze autres écrivains contemporains, choisis par la marque de luxe française Louis Vuitton, ont participé à ce recueil de nouvelles.

### Filmographie

#### Réalisateur

##### Cinéma
- 2000 : Grand Oral (court métrage)
- 2004 : Podium
- 2009 : Cinéman

##### Télévision
- 2018 : Re-Calais (pour Arte)

##### Inédit
- 2018 : 70 (documentaire)[43]

#### Acteur
- 2007 : Le Bénévole, de Jean-Pierre Mocky : l'ancien directeur (apparition)

### Chanson
- Souviens-toi (Yann Moix / Diane Tell) sur l'album Popeline - Tuta Music/Sony BMG, 2005